# Myrmarachne formica
Myrmarachne formica este o specie de păianjeni din genul Myrmarachne, familia Salticidae. A fost descrisă pentru prima dată de Doleschall, 1859. Conform Catalogue of Life specia Myrmarachne formica nu are subspecii cunoscute.